# Volta à Dinamarca de 2019
A 29.ª edição da Volta à Dinamarca foi uma corrida de ciclismo de estrada por etapas que se celebrou na Dinamarca entre 21 e 25 de agosto de 2019 sobre um percurso de 727 quilómetros dividido em 5 etapas, com início na cidade de Silkeborg e final na cidade Frederiksberg.
A prova pertenceu ao UCI Europe Tour de 2019 dentro da categoria 2.hc (máxima categoria destes circuitos). O vencedor final foi o dinamarquês Niklas Larsen do ColoQuick seguido dos também dinamarqueses Jonas Vingegaard do Jumbo-Visma e Rasmus Quaade do Riwal Readynez.

## Equipas participantes
Tomaram parte na corrida 20 equipas: 3 de categoria UCI WorldTeam convidados pela organização; 10 de categoria Profissional Continental; 6 de categoria Continental e a selecção nacional da Dinamarca. Formando assim um pelotão de 120 ciclistas dos que acabaram 109. As equipas participantes foram:
| Equipes WorldTeam (3)- Team Jumbo-Visma - Lotto Soudal - Team Sunweb Equipes profissionais Continentais (10)- Bardiani CSF - Corendon-Circus - Hagens Berman Axeon - Israel Cycling Academy - Team Novo Nordisk - Riwal Readynez - Roompot-Charles - Sport Vlaanderen-Baloise - Vital Concept-B&B Hotels - W52-FC Porto Equipes Continentais (6)- BHS-Almeborg Bornholm - ColoQuick - Hurom BDC Development - Joker Fuel of Norway - Uno-X Norwegian Development - Waoo Equipe nacional- Dinamarca |
| |

## Percorrido
A Volta à Dinamarca dispôs de cinco etapas para um percurso total de 727 quilómetros, dividido em duas etapas de montanha, duas etapas planas e uma contrarrelógio individual.
| Etapa | Data    | Percurso                 | type                      | Distância (km) | Vencedor            | Líder geral   |
| ----- | ------- | ------------------------ | ------------------------- | -------------- | ------------------- | ------------- |
| 1     | 21 ago. | Silkeborg – Silkeborg    | etapa escarpada           | 169,7          | Tiesj Benoot        | Tiesj Benoot  |
| 2     | 22 ago. | Grindsted – Grindsted    | contrarrelógio individual | 17             | Martin Toft Madsen  | Mads Würtz    |
| 3     | 23 ago. | Holstebro – Vejle        | etapa escarpada           | 199,7          | Lasse Norman Hansen | Niklas Larsen |
| 4     | 24 ago. | Korsør – Asnæs Indelukke | etapa escarpada           | 175,2          | Jasper De Buyst     | Niklas Larsen |
| 5     | 25 ago. | Roskilde – Frederiksberg | etapa plana               | 165,6          | Tim Merlier         | Niklas Larsen |

### 1.ª etapa
| \| Classificação por etapas \| Classificação por etapas \| Classificação por etapas \| Classificação por etapas \| Classificação por etapas \| \| Ciclista \| Ciclista \| Equipe \| Tempo \| \| \| ------------------------ \| ------------------------ \| ------------------------ \| ------------------------ \| ------------------------ \| \| 1. \| Tiesj Benoot \| Lotto-Soudal \| 3h54m48s \| \| \| 2. \| Jasper De Buyst \| Lotto-Soudal \| + 0s \| \| \| 3. \| Amaury Capiot \| Sport Vlaanderen-Baloise \| + 0s \| \| \| 4. \| Niklas Larsen \| ColoQuick \| + 0s \| \| \| 5. \| Krists Neilands \| Israel Cycling Academy \| + 0s \| \| \| 6. \| Amund Grøndahl Jansen \| Team Jumbo-Visma \| + 0s \| \| \| 7. \| Mads Würtz \| Dinamarca \| + 0s \| \| \| 8. \| Tim Merlier \| Corendon-Circus \| + 3s \| \| \| 9. \| Bryan Coquard \| Vital Concept-B&B Hotels \| + 3s \| \| \| 10. \| Herman Dahl \| Joker Fuel of Norway \| + 3s \| \| |                       |                          |          |
| |                       |                          |          |
| Fonte: ProCyclingStats |                       |                          |          |
| Classificação por etapas |                       |                          |          |
| Ciclista | Ciclista              | Equipe                   | Tempo    |
| 1. | Tiesj Benoot          | Lotto-Soudal             | 3h54m48s |
| 2. | Jasper De Buyst       | Lotto-Soudal             | + 0s     |
| 3. | Amaury Capiot         | Sport Vlaanderen-Baloise | + 0s     |
| 4. | Niklas Larsen         | ColoQuick                | + 0s     |
| 5. | Krists Neilands       | Israel Cycling Academy   | + 0s     |
| 6. | Amund Grøndahl Jansen | Team Jumbo-Visma         | + 0s     |
| 7. | Mads Würtz            | Dinamarca                | + 0s     |
| 8. | Tim Merlier           | Corendon-Circus          | + 3s     |
| 9. | Bryan Coquard         | Vital Concept-B&B Hotels | + 3s     |
| 10. | Herman Dahl           | Joker Fuel of Norway     | + 3s     |

| \| Classificação geral \| Classificação geral \| Classificação geral \| Classificação geral \| Classificação geral \| \| Ciclista \| Ciclista \| Equipe \| Tempo \| \| \| ------------------- \| --------------------- \| --------------------------- \| ------------------- \| ------------------- \| \| 1. \| Tiesj Benoot \| Lotto-Soudal \| 3h54m38s \| \| \| 2. \| Jasper De Buyst \| Lotto-Soudal \| + 4s \| \| \| 3. \| Amaury Capiot \| Sport Vlaanderen-Baloise \| + 6s \| \| \| 4. \| Niklas Larsen \| ColoQuick \| + 10s \| \| \| 5. \| Krists Neilands \| Israel Cycling Academy \| + 10s \| \| \| 6. \| Amund Grøndahl Jansen \| Team Jumbo-Visma \| + 10s \| \| \| 7. \| Mads Würtz \| Dinamarca \| + 10s \| \| \| 8. \| Torstein Træen \| Uno-X Norwegian Development \| + 10s \| \| \| 9. \| Jonas Abrahamsen \| Uno-X Norwegian Development \| + 11s \| \| \| 10. \| Tim Merlier \| Corendon-Circus \| + 13s \| \| |                       |                             |          |
| |                       |                             |          |
| Fonte: ProCyclingStats |                       |                             |          |
| Classificação geral |                       |                             |          |
| Ciclista | Ciclista              | Equipe                      | Tempo    |
| 1. | Tiesj Benoot          | Lotto-Soudal                | 3h54m38s |
| 2. | Jasper De Buyst       | Lotto-Soudal                | + 4s     |
| 3. | Amaury Capiot         | Sport Vlaanderen-Baloise    | + 6s     |
| 4. | Niklas Larsen         | ColoQuick                   | + 10s    |
| 5. | Krists Neilands       | Israel Cycling Academy      | + 10s    |
| 6. | Amund Grøndahl Jansen | Team Jumbo-Visma            | + 10s    |
| 7. | Mads Würtz            | Dinamarca                   | + 10s    |
| 8. | Torstein Træen        | Uno-X Norwegian Development | + 10s    |
| 9. | Jonas Abrahamsen      | Uno-X Norwegian Development | + 11s    |
| 10. | Tim Merlier           | Corendon-Circus             | + 13s    |

### 2.ª etapa
| \| Classificação por etapas \| Classificação por etapas \| Classificação por etapas \| Classificação por etapas \| Classificação por etapas \| \| Ciclista \| Ciclista \| Equipe \| Tempo \| \| \| ------------------------ \| ------------------------ \| ------------------------ \| ------------------------ \| ------------------------ \| \| 1. \| Martin Toft Madsen \| BHS-Almeborg Bornholm \| 19m35s \| \| \| 2. \| Rasmus Quaade \| Riwal Readynez \| + 11s \| \| \| 3. \| Mads Würtz \| Dinamarca \| + 11s \| \| \| 4. \| Niklas Larsen \| ColoQuick \| + 11s \| \| \| 5. \| Mikkel Bjerg \| Hagens Berman Axeon \| + 12s \| \| \| 6. \| Brent Van Moer \| Lotto-Soudal \| + 19s \| \| \| 7. \| Jonas Vingegaard \| Team Jumbo-Visma \| + 19s \| \| \| 8. \| Lasse Norman Hansen \| Corendon-Circus \| + 20s \| \| \| 9. \| Matthias Brändle \| Israel Cycling Academy \| + 24s \| \| \| 10. \| Koen Bouwman \| Team Jumbo-Visma \| + 27s \| \| |                     |                        |        |
| |                     |                        |        |
| Fonte: ProCyclingStats |                     |                        |        |
| Classificação por etapas |                     |                        |        |
| Ciclista | Ciclista            | Equipe                 | Tempo  |
| 1. | Martin Toft Madsen  | BHS-Almeborg Bornholm  | 19m35s |
| 2. | Rasmus Quaade       | Riwal Readynez         | + 11s  |
| 3. | Mads Würtz          | Dinamarca              | + 11s  |
| 4. | Niklas Larsen       | ColoQuick              | + 11s  |
| 5. | Mikkel Bjerg        | Hagens Berman Axeon    | + 12s  |
| 6. | Brent Van Moer      | Lotto-Soudal           | + 19s  |
| 7. | Jonas Vingegaard    | Team Jumbo-Visma       | + 19s  |
| 8. | Lasse Norman Hansen | Corendon-Circus        | + 20s  |
| 9. | Matthias Brändle    | Israel Cycling Academy | + 24s  |
| 10. | Koen Bouwman        | Team Jumbo-Visma       | + 27s  |

| \| Classificação geral \| Classificação geral \| Classificação geral \| Classificação geral \| Classificação geral \| \| Ciclista \| Ciclista \| Equipe \| Tempo \| \| \| ------------------- \| ------------------- \| ---------------------- \| ------------------- \| ------------------- \| \| 1. \| Mads Würtz \| Dinamarca \| 4h14m34s \| \| \| 2. \| Niklas Larsen \| ColoQuick \| + 0s \| \| \| 3. \| Rasmus Quaade \| Riwal Readynez \| + 3s \| \| \| 4. \| Mikkel Bjerg \| Hagens Berman Axeon \| + 4s \| \| \| 5. \| Martin Toft Madsen \| BHS-Almeborg Bornholm \| + 10s \| \| \| 6. \| Brent Van Moer \| Lotto-Soudal \| + 11s \| \| \| 7. \| Jonas Vingegaard \| Team Jumbo-Visma \| + 11s \| \| \| 8. \| Lasse Norman Hansen \| Corendon-Circus \| + 12s \| \| \| 9. \| Tiesj Benoot \| Lotto-Soudal \| + 14s \| \| \| 10. \| Matthias Brändle \| Israel Cycling Academy \| + 16s \| \| |                     |                        |          |
| |                     |                        |          |
| Fonte: ProCyclingStats |                     |                        |          |
| Classificação geral |                     |                        |          |
| Ciclista | Ciclista            | Equipe                 | Tempo    |
| 1. | Mads Würtz          | Dinamarca              | 4h14m34s |
| 2. | Niklas Larsen       | ColoQuick              | + 0s     |
| 3. | Rasmus Quaade       | Riwal Readynez         | + 3s     |
| 4. | Mikkel Bjerg        | Hagens Berman Axeon    | + 4s     |
| 5. | Martin Toft Madsen  | BHS-Almeborg Bornholm  | + 10s    |
| 6. | Brent Van Moer      | Lotto-Soudal           | + 11s    |
| 7. | Jonas Vingegaard    | Team Jumbo-Visma       | + 11s    |
| 8. | Lasse Norman Hansen | Corendon-Circus        | + 12s    |
| 9. | Tiesj Benoot        | Lotto-Soudal           | + 14s    |
| 10. | Matthias Brändle    | Israel Cycling Academy | + 16s    |

### 3.ª etapa
| \| Classificação por etapas \| Classificação por etapas \| Classificação por etapas \| Classificação por etapas \| Classificação por etapas \| \| Ciclista \| Ciclista \| Equipe \| Tempo \| \| \| ------------------------ \| ------------------------ \| --------------------------- \| ------------------------ \| ------------------------ \| \| 1. \| Lasse Norman Hansen \| Corendon-Circus \| 4h46m45s \| \| \| 2. \| Jonas Vingegaard \| Team Jumbo-Visma \| + 0s \| \| \| 3. \| Niklas Larsen \| ColoQuick \| + 0s \| \| \| 4. \| Rasmus Quaade \| Riwal Readynez \| + 0s \| \| \| 5. \| Markus Hoelgaard \| Uno-X Norwegian Development \| + 7s \| \| \| 6. \| Amaury Capiot \| Sport Vlaanderen-Baloise \| + 13s \| \| \| 7. \| Jasper De Buyst \| Lotto-Soudal \| + 15s \| \| \| 8. \| Amund Grøndahl Jansen \| Team Jumbo-Visma \| + 15s \| \| \| 9. \| Tiesj Benoot \| Lotto-Soudal \| + 15s \| \| \| 10. \| Thomas Sprengers \| Sport Vlaanderen-Baloise \| + 15s \| \| |                       |                             |          |
| |                       |                             |          |
| Fonte: ProCyclingStats |                       |                             |          |
| Classificação por etapas |                       |                             |          |
| Ciclista | Ciclista              | Equipe                      | Tempo    |
| 1. | Lasse Norman Hansen   | Corendon-Circus             | 4h46m45s |
| 2. | Jonas Vingegaard      | Team Jumbo-Visma            | + 0s     |
| 3. | Niklas Larsen         | ColoQuick                   | + 0s     |
| 4. | Rasmus Quaade         | Riwal Readynez              | + 0s     |
| 5. | Markus Hoelgaard      | Uno-X Norwegian Development | + 7s     |
| 6. | Amaury Capiot         | Sport Vlaanderen-Baloise    | + 13s    |
| 7. | Jasper De Buyst       | Lotto-Soudal                | + 15s    |
| 8. | Amund Grøndahl Jansen | Team Jumbo-Visma            | + 15s    |
| 9. | Tiesj Benoot          | Lotto-Soudal                | + 15s    |
| 10. | Thomas Sprengers      | Sport Vlaanderen-Baloise    | + 15s    |

| \| Classificação geral \| Classificação geral \| Classificação geral \| Classificação geral \| Classificação geral \| \| Ciclista \| Ciclista \| Equipe \| Tempo \| \| \| ------------------- \| ------------------- \| --------------------- \| ------------------- \| ------------------- \| \| 1. \| Niklas Larsen \| ColoQuick \| 9h01m15s \| \| \| 2. \| Lasse Norman Hansen \| Corendon-Circus \| + 6s \| \| \| 3. \| Rasmus Quaade \| Riwal Readynez \| + 7s \| \| \| 4. \| Jonas Vingegaard \| Team Jumbo-Visma \| + 9s \| \| \| 5. \| Mikkel Bjerg \| Hagens Berman Axeon \| + 32s \| \| \| 6. \| Tiesj Benoot \| Lotto-Soudal \| + 33s \| \| \| 7. \| Jasper De Buyst \| Lotto-Soudal \| + 36s \| \| \| 8. \| Koen Bouwman \| Team Jumbo-Visma \| + 53s \| \| \| 9. \| Brent Van Moer \| Lotto-Soudal \| + 55s \| \| \| 10. \| Christoffer Lisson \| BHS-Almeborg Bornholm \| + 1m08s \| \| |                     |                       |          |
| |                     |                       |          |
| Fonte: ProCyclingStats |                     |                       |          |
| Classificação geral |                     |                       |          |
| Ciclista | Ciclista            | Equipe                | Tempo    |
| 1. | Niklas Larsen       | ColoQuick             | 9h01m15s |
| 2. | Lasse Norman Hansen | Corendon-Circus       | + 6s     |
| 3. | Rasmus Quaade       | Riwal Readynez        | + 7s     |
| 4. | Jonas Vingegaard    | Team Jumbo-Visma      | + 9s     |
| 5. | Mikkel Bjerg        | Hagens Berman Axeon   | + 32s    |
| 6. | Tiesj Benoot        | Lotto-Soudal          | + 33s    |
| 7. | Jasper De Buyst     | Lotto-Soudal          | + 36s    |
| 8. | Koen Bouwman        | Team Jumbo-Visma      | + 53s    |
| 9. | Brent Van Moer      | Lotto-Soudal          | + 55s    |
| 10. | Christoffer Lisson  | BHS-Almeborg Bornholm | + 1m08s  |

### 4.ª etapa
| \| Classificação por etapas \| Classificação por etapas \| Classificação por etapas \| Classificação por etapas \| Classificação por etapas \| \| Ciclista \| Ciclista \| Equipe \| Tempo \| \| \| ------------------------ \| ------------------------ \| ------------------------ \| ------------------------ \| ------------------------ \| \| 1. \| Jasper De Buyst \| Lotto-Soudal \| 4h09m38s \| \| \| 2. \| Amaury Capiot \| Sport Vlaanderen-Baloise \| + 0s \| \| \| 3. \| Huub Duyn \| Roompot-Charles \| + 0s \| \| \| 4. \| Jonas Vingegaard \| Team Jumbo-Visma \| + 3s \| \| \| 5. \| Rasmus Quaade \| Riwal Readynez \| + 3s \| \| \| 6. \| Alexander Kamp \| Riwal Readynez \| + 3s \| \| \| 7. \| Niklas Larsen \| ColoQuick \| + 3s \| \| \| 8. \| Roy Goldstein \| Israel Cycling Academy \| + 5s \| \| \| 9. \| Gustavo Veloso \| W52-FC Porto \| + 5s \| \| \| 10. \| Charles Planet \| Team Novo Nordisk \| + 5s \| \| |                  |                          |          |
| |                  |                          |          |
| Fonte: ProCyclingStats |                  |                          |          |
| Classificação por etapas |                  |                          |          |
| Ciclista | Ciclista         | Equipe                   | Tempo    |
| 1. | Jasper De Buyst  | Lotto-Soudal             | 4h09m38s |
| 2. | Amaury Capiot    | Sport Vlaanderen-Baloise | + 0s     |
| 3. | Huub Duyn        | Roompot-Charles          | + 0s     |
| 4. | Jonas Vingegaard | Team Jumbo-Visma         | + 3s     |
| 5. | Rasmus Quaade    | Riwal Readynez           | + 3s     |
| 6. | Alexander Kamp   | Riwal Readynez           | + 3s     |
| 7. | Niklas Larsen    | ColoQuick                | + 3s     |
| 8. | Roy Goldstein    | Israel Cycling Academy   | + 5s     |
| 9. | Gustavo Veloso   | W52-FC Porto             | + 5s     |
| 10. | Charles Planet   | Team Novo Nordisk        | + 5s     |

| \| Classificação geral \| Classificação geral \| Classificação geral \| Classificação geral \| Classificação geral \| \| Ciclista \| Ciclista \| Equipe \| Tempo \| \| \| ------------------- \| ------------------- \| ------------------------ \| ------------------- \| ------------------- \| \| 1. \| Niklas Larsen \| ColoQuick \| 13h10m56s \| \| \| 2. \| Jonas Vingegaard \| Team Jumbo-Visma \| + 6s \| \| \| 3. \| Rasmus Quaade \| Riwal Readynez \| + 7s \| \| \| 4. \| Lasse Norman Hansen \| Corendon-Circus \| + 12s \| \| \| 5. \| Jasper De Buyst \| Lotto-Soudal \| + 23s \| \| \| 6. \| Mikkel Bjerg \| Hagens Berman Axeon \| + 34s \| \| \| 7. \| Brent Van Moer \| Lotto-Soudal \| + 1m05s \| \| \| 8. \| Koen Bouwman \| Team Jumbo-Visma \| + 1m08s \| \| \| 9. \| Christoffer Lisson \| BHS-Almeborg Bornholm \| + 1m16s \| \| \| 10. \| Johan Le Bon \| Vital Concept-B&B Hotels \| + 1m19s \| \| |                     |                          |           |
| |                     |                          |           |
| Fonte: ProCyclingStats |                     |                          |           |
| Classificação geral |                     |                          |           |
| Ciclista | Ciclista            | Equipe                   | Tempo     |
| 1. | Niklas Larsen       | ColoQuick                | 13h10m56s |
| 2. | Jonas Vingegaard    | Team Jumbo-Visma         | + 6s      |
| 3. | Rasmus Quaade       | Riwal Readynez           | + 7s      |
| 4. | Lasse Norman Hansen | Corendon-Circus          | + 12s     |
| 5. | Jasper De Buyst     | Lotto-Soudal             | + 23s     |
| 6. | Mikkel Bjerg        | Hagens Berman Axeon      | + 34s     |
| 7. | Brent Van Moer      | Lotto-Soudal             | + 1m05s   |
| 8. | Koen Bouwman        | Team Jumbo-Visma         | + 1m08s   |
| 9. | Christoffer Lisson  | BHS-Almeborg Bornholm    | + 1m16s   |
| 10. | Johan Le Bon        | Vital Concept-B&B Hotels | + 1m19s   |

### 5.ª etapa
| \| Classificação por etapas \| Classificação por etapas \| Classificação por etapas \| Classificação por etapas \| Classificação por etapas \| \| Ciclista \| Ciclista \| Equipe \| Tempo \| \| \| ------------------------ \| ------------------------ \| ------------------------ \| ------------------------ \| ------------------------ \| \| 1. \| Tim Merlier \| Corendon-Circus \| 3h41m37s \| \| \| 2. \| Bryan Coquard \| Vital Concept-B&B Hotels \| + 0s \| \| \| 3. \| Jasper De Buyst \| Lotto-Soudal \| + 0s \| \| \| 4. \| Amaury Capiot \| Sport Vlaanderen-Baloise \| + 0s \| \| \| 5. \| Amund Grøndahl Jansen \| Team Jumbo-Visma \| + 0s \| \| \| 6. \| Louis Bendixen \| Dinamarca \| + 0s \| \| \| 7. \| Christoffer Lisson \| BHS-Almeborg Bornholm \| + 0s \| \| \| 8. \| Joris Nieuwenhuis \| Team Sunweb \| + 0s \| \| \| 9. \| Dennis van Winden \| Israel Cycling Academy \| + 0s \| \| \| 10. \| Herman Dahl \| Joker Fuel of Norway \| + 0s \| \| |                       |                          |          |
| |                       |                          |          |
| Fonte: ProCyclingStats |                       |                          |          |
| Classificação por etapas |                       |                          |          |
| Ciclista | Ciclista              | Equipe                   | Tempo    |
| 1. | Tim Merlier           | Corendon-Circus          | 3h41m37s |
| 2. | Bryan Coquard         | Vital Concept-B&B Hotels | + 0s     |
| 3. | Jasper De Buyst       | Lotto-Soudal             | + 0s     |
| 4. | Amaury Capiot         | Sport Vlaanderen-Baloise | + 0s     |
| 5. | Amund Grøndahl Jansen | Team Jumbo-Visma         | + 0s     |
| 6. | Louis Bendixen        | Dinamarca                | + 0s     |
| 7. | Christoffer Lisson    | BHS-Almeborg Bornholm    | + 0s     |
| 8. | Joris Nieuwenhuis     | Team Sunweb              | + 0s     |
| 9. | Dennis van Winden     | Israel Cycling Academy   | + 0s     |
| 10. | Herman Dahl           | Joker Fuel of Norway     | + 0s     |

## Classificações finais
- As classificações finalizaram da seguinte forma:[5]

### Classificação geral
| \| Classificação geral \| Classificação geral \| Classificação geral \| Classificação geral \| Classificação geral \| \| Ciclista \| Ciclista \| Equipe \| Tempo \| \| \| ------------------- \| ------------------- \| --------------------- \| ------------------- \| ------------------- \| \| 1. \| Niklas Larsen \| ColoQuick \| 16h52m33s \| \| \| 2. \| Jonas Vingegaard \| Team Jumbo-Visma \| + 11s \| \| \| 3. \| Rasmus Quaade \| Riwal Readynez \| + 12s \| \| \| 4. \| Lasse Norman Hansen \| Corendon-Circus \| + 12s \| \| \| 5. \| Jasper De Buyst \| Lotto-Soudal \| + 19s \| \| \| 6. \| Mikkel Bjerg \| Hagens Berman Axeon \| + 39s \| \| \| 7. \| Brent Van Moer \| Lotto-Soudal \| + 1m10s \| \| \| 8. \| Koen Bouwman \| Team Jumbo-Visma \| + 1m13s \| \| \| 9. \| Christoffer Lisson \| BHS-Almeborg Bornholm \| + 1m16s \| \| \| 10. \| Edgar Pinto \| W52-FC Porto \| + 1m23s \| \| |                     |                       |           |
| |                     |                       |           |
| Fonte: ProCyclingStats |                     |                       |           |
| Classificação geral |                     |                       |           |
| Ciclista | Ciclista            | Equipe                | Tempo     |
| 1. | Niklas Larsen       | ColoQuick             | 16h52m33s |
| 2. | Jonas Vingegaard    | Team Jumbo-Visma      | + 11s     |
| 3. | Rasmus Quaade       | Riwal Readynez        | + 12s     |
| 4. | Lasse Norman Hansen | Corendon-Circus       | + 12s     |
| 5. | Jasper De Buyst     | Lotto-Soudal          | + 19s     |
| 6. | Mikkel Bjerg        | Hagens Berman Axeon   | + 39s     |
| 7. | Brent Van Moer      | Lotto-Soudal          | + 1m10s   |
| 8. | Koen Bouwman        | Team Jumbo-Visma      | + 1m13s   |
| 9. | Christoffer Lisson  | BHS-Almeborg Bornholm | + 1m16s   |
| 10. | Edgar Pinto         | W52-FC Porto          | + 1m23s   |

### Classificação da montanha
| Classificação da montanha | Classificação da montanha  | Classificação da montanha   | Classificação da montanha | Classificação da montanha |
| Ciclista                  | Ciclista                   | Equipe                      | Pontos                    |                           |
| ------------------------- | -------------------------- | --------------------------- | ------------------------- | ------------------------- |
| 1.                        | Fridtjof Røinås            | Joker Fuel of Norway        | 84 pts                    |                           |
| 2.                        | Mads Rahbek                | BHS-Almeborg Bornholm       | 68 pts                    |                           |
| 3.                        | Torstein Træen             | Uno-X Norwegian Development | 56 pts                    |                           |
| 4.                        | Sasha Weemaes              | Sport Vlaanderen-Baloise    | 36 pts                    |                           |
| 5.                        | Mads Würtz                 | Dinamarca                   | 24 pts                    |                           |
| 6.                        | Paolo Simion               | Bardiani CSF                | 20 pts                    |                           |
| 7.                        | Martin Salmon              | Team Sunweb                 | 16 pts                    |                           |
| 8.                        | Andreas Vangstad           | Joker Fuel of Norway        | 16 pts                    |                           |
| 9.                        | Umberto Poli               | Team Novo Nordisk           | 16 pts                    |                           |
| 10.                       | Silas Zacharias Clemmensen | Waoo                        | 12 pts                    |                           |

### Classificação dos pontos
| Classificação por pontos | Classificação por pontos | Classificação por pontos | Classificação por pontos | Classificação por pontos |
| Ciclista                 | Ciclista                 | Equipe                   | Pontos                   |                          |
| ------------------------ | ------------------------ | ------------------------ | ------------------------ | ------------------------ |
| 1.                       | Jasper De Buyst          | Lotto-Soudal             | 44 pts                   |                          |
| 2.                       | Amaury Capiot            | Sport Vlaanderen-Baloise | 39 pts                   |                          |
| 3.                       | Niklas Larsen            | ColoQuick                | 34 pts                   |                          |
| 4.                       | Jonas Vingegaard         | Team Jumbo-Visma         | 32 pts                   |                          |
| 5.                       | Rasmus Quaade            | Riwal Readynez           | 29 pts                   |                          |
| 6.                       | Mads Würtz               | Katusha-Alpecin          | 26 pts                   |                          |
| 7.                       | Lasse Norman Hansen      | Corendon-Circus          | 23 pts                   |                          |
| 8.                       | Tim Merlier              | Corendon-Circus          | 20 pts                   |                          |
| 9.                       | Amund Grøndahl Jansen    | Team Jumbo-Visma         | 20 pts                   |                          |
| 10.                      | Tiesj Benoot             | Lotto-Soudal             | 19 pts                   |                          |

### Classificação dos jovens
| Classificação dos jovens | Classificação dos jovens | Classificação dos jovens | Classificação dos jovens | Classificação dos jovens |
| Ciclista                 | Ciclista                 | Equipe                   | Tempo                    |                          |
| ------------------------ | ------------------------ | ------------------------ | ------------------------ | ------------------------ |
| 1.                       | Niklas Larsen            | ColoQuick                | 16h52m33s                |                          |
| 2.                       | Mikkel Bjerg             | Hagens Berman Axeon      | + 39s                    |                          |
| 3.                       | Brent Van Moer           | Lotto-Soudal             | + 1m10s                  |                          |
| 4.                       | Ian Garrison             | Hagens Berman Axeon      | + 1m41s                  |                          |
| 5.                       | Florian Stork            | Team Sunweb              | + 1m57s                  |                          |
| 6.                       | Aaron Verwilst           | Sport Vlaanderen-Baloise | + 3m53s                  |                          |
| 7.                       | Pascal Eenkhoorn         | Team Jumbo-Visma         | + 4m44s                  |                          |
| 8.                       | André Carvalho           | Hagens Berman Axeon      | + 6m20s                  |                          |
| 9.                       | Martin Salmon            | Team Sunweb              | + 7m59s                  |                          |
| 10.                      | Marten Kooistra          | Team Sunweb              | + 9m27s                  |                          |

### Classificação por equipas
| Classificação por equipes | Classificação por equipes | Classificação por equipes | Classificação por equipes |
| Equipe                    | Equipe                    | Tempo                     |                           |
| ------------------------- | ------------------------- | ------------------------- | ------------------------- |
| 1.                        | Lotto Soudal              | 50h41m04s                 |                           |
| 2.                        | Team Jumbo-Visma          | + 10s                     |                           |
| 3.                        | W52-FC Porto              | + 33s                     |                           |
| 4.                        | BHS-Almeborg Bornholm     | + 50s                     |                           |
| 5.                        | Team Sunweb               | + 1m59s                   |                           |
| 6.                        | Sport Vlaanderen-Baloise  | + 4m20s                   |                           |
| 7.                        | Hagens Berman Axeon       | + 4m31s                   |                           |
| 8.                        | Roompot-Charles           | + 4m38s                   |                           |
| 9.                        | Israel Cycling Academy    | + 4m39s                   |                           |
| 10.                       | Joker Fuel of Norway      | + 5m47s                   |                           |

## Evolução das classificações
| Etapa                 | Vencedor              | Classificação geral | Classificação por pontos | Classificação da montanha | Classificação dos jovens | Classificação por equipas |
| --------------------- | --------------------- | ------------------- | ------------------------ | ------------------------- | ------------------------ | ------------------------- |
| 1.ª                   | Tiesj Benoot          | Tiesj Benoot        | Tiesj Benoot             | Sasha Weemaes             | Niklas Larsen            | Lotto Soudal              |
| 2.ª                   | Martin Toft Madsen    | Mads Würtz          | Niklas Larsen            | Sasha Weemaes             | Niklas Larsen            | Lotto Soudal              |
| 3.ª                   | Lasse Norman Hansen   | Niklas Larsen       | Niklas Larsen            | Fridtjof Røinås           | Niklas Larsen            | Jumbo-Visma               |
| 4.ª                   | Jasper De Buyst       | Niklas Larsen       | Jasper De Buyst          | Fridtjof Røinås           | Niklas Larsen            | Lotto Soudal              |
| 5.ª                   | Tim Merlier           | Niklas Larsen       | Jasper De Buyst          | Fridtjof Røinås           | Niklas Larsen            | Lotto Soudal              |
| Classificações finais | Classificações finais | Niklas Larsen       | Jasper De Buyst          | Fridtjof Røinås           | Niklas Larsen            | Lotto Soudal              |

## UCI World Ranking
A Volta à Dinamarca outorgou pontos para o UCI World Ranking para corredores das equipas nas categorias UCI WorldTeam, Profissional Continental e Equipas Continentais. As seguintes tabelas são o barómetro de pontuação e os corredores que obtiveram pontos:
| Posição             | 1.º | 2.º | 3.º | 4.º | 5.º | 6.º | 7.º | 8.º | 9.º | 10.º | 11.º | 12.º | 13.º | 14.º | 15.º | 16.º-20.º | 21.º-30.º | 31.º-50.º | 51.º-55.º | 56.º-60.º |
| Classificação geral | 200 | 150 | 125 | 100 | 85  | 70  | 60  | 50  | 40  | 35   | 30   | 25   | 20   | 15   | 10   | 5         | 3         |           |           |           |
| Por etapa           | 20  | 10  | 5   |     |     |     |     |     |     |      |      |      |      |      |      |           |           |           |           |           |
| Líder               | 5   |     |     |     |     |     |     |     |     |      |      |      |      |      |      |           |           |           |           |           |

| Classificação |                     |                       |       |       |       |       |
| Posição       | Ciclista            | Equipa                | Geral | Etapa | Líder | Total |
| ------------- | ------------------- | --------------------- | ----- | ----- | ----- | ----- |
| 1.º           | Niklas Larsen       | ColoQuick             | 200   | 5     | 10    | 215   |
| 2.º           | Jonas Vingegaard    | Jumbo-Visma           | 150   | 10    | -     | 160   |
| 3.º           | Rasmus Quaade       | Riwal Readynez        | 125   | 10    | -     | 135   |
| 4.º           | Lasse Norman Hansen | Corendon-Circus       | 100   | 20    | -     | 120   |
| 5.º           | Jasper De Buyst     | Lotto Soudal          | 85    | 35    | -     | 120   |
| 6.º           | Mikkel Bjerg        | Hagens Berman Axeon   | 70    | -     | -     | 70    |
| 7.º           | Brent Van Moer      | Lotto Soudal          | 60    | -     | -     | 60    |
| 8.º           | Koen Bouwman        | Jumbo-Visma           | 50    | -     | -     | 50    |
| 9.º           | Tiesj Benoot        | Lotto Soudal          | 25    | 20    | 5     | 50    |
| 10.º          | Christoffer Lisson  | BHS-Almeborg Bornholm | 40    | -     | -     | 40    |

## Ciclistas participantes e posições finais
| Team Jumbo-Visma TJV | Team Jumbo-Visma TJV                  | Team Jumbo-Visma TJV |
| -------------------- | ------------------------------------- | -------------------- |
| Num                  | Ciclista                              | Pos                  |
| 1                    | Jonas Vingegaard (DEN)                | 2.                   |
| 2                    | Koen Bouwman (NED)                    | 8.                   |
| 3                    | Pascal Eenkhoorn (NED)                | 35.                  |
| 4                    | Amund Grøndahl Jansen (NOR) (estrada) | 25.                  |
| 5                    | Tom Leezer (NED)                      | 68.                  |
| 6                    | Antwan Tolhoek (NED)                  | 42.                  |

| Lotto-Soudal LTS | Lotto-Soudal LTS            | Lotto-Soudal LTS |
| ---------------- | --------------------------- | ---------------- |
| Num              | Ciclista                    | Pos              |
| 11               | Tiesj Benoot (BEL)          | 12.              |
| 12               | Brent Van Moer (BEL)        | 7.               |
| 13               | Gerben Thijssen (BEL)       | 74.              |
| 14               | Jasper De Buyst (BEL)       | 5.               |
| 15               | Jelle Vanendert (BEL)       | 57.              |
| 16               | Rasmus Byriel Iversen (DEN) | 67.              |

| Team Sunweb SUN | Team Sunweb SUN              | Team Sunweb SUN |
| --------------- | ---------------------------- | --------------- |
| Num             | Ciclista                     | Pos             |
| 21              | Asbjørn Kragh Andersen (DEN) | 34.             |
| 22              | Martin Salmon (GER)          | 47.             |
| 23              | Joris Nieuwenhuis (NED)      | 21.             |
| 24              | Florian Stork (GER)          | 20.             |
| 25              | Louis Vervaeke (BEL)         | 40.             |
| 26              | Marten Kooistra (NED)        | 52.             |

| Riwal Readynez RIW | Riwal Readynez RIW         | Riwal Readynez RIW |
| ------------------ | -------------------------- | ------------------ |
| Num                | Ciclista                   | Pos                |
| 31                 | Alexander Kamp (DEN)       | 32.                |
| 32                 | Emil Vinjebo (DEN)         | 45.                |
| 33                 | Jonas Aaen Jørgensen (DEN) | 69.                |
| 34                 | Nicolai Brøchner (DEN)     | 109.               |
| 35                 | Rasmus Quaade (DEN)        | 3.                 |
| 36                 | Torkil Veyhe               | 83.                |

| Corendon-Circus COC | Corendon-Circus COC         | Corendon-Circus COC |
| ------------------- | --------------------------- | ------------------- |
| Num                 | Ciclista                    | Pos                 |
| 41                  | Lasse Norman Hansen (DEN)   | 4.                  |
| 42                  | Tim Merlier (BEL) (estrada) | 54.                 |
| 43                  | David van der Poel (NED)    | 65.                 |
| 44                  | Jonas Rickaert (BEL)        | 91.                 |
| 45                  | Marcel Meisen (GER)         | 97.                 |
| 46                  | Philipp Walsleben (GER)     | 50.                 |

| Vital Concept-B&B Hotels VCB | Vital Concept-B&B Hotels VCB | Vital Concept-B&B Hotels VCB |
| ---------------------------- | ---------------------------- | ---------------------------- |
| Num                          | Ciclista                     | Pos                          |
| 51                           | Bryan Coquard (FRA)          | 63.                          |
| 52                           | Bert De Backer (BEL)         | 64.                          |
| 53                           | Corentin Ermenault (FRA)     | 101.                         |
| 54                           | Johan Le Bon (FRA)           | 11.                          |
| 55                           | Kévin Réza (FRA)             | 48.                          |
| 56                           | Kris Boeckmans (BEL)         | 77.                          |

| W52-FC Porto W52 | W52-FC Porto W52       | W52-FC Porto W52 |
| ---------------- | ---------------------- | ---------------- |
| Num              | Ciclista               | Pos              |
| 61               | António Carvalho (POR) | DNF-4            |
| 62               | Edgar Pinto (POR)      | 10.              |
| 63               | Gustavo Veloso (ESP)   | 13.              |
| 64               | João Rodrigues (POR)   | 38.              |
| 65               | Ricardo Mestre (POR)   | 84.              |
| 66               | Samuel Caldeira (POR)  | 14.              |

| Hagens Berman Axeon HBA | Hagens Berman Axeon HBA | Hagens Berman Axeon HBA |
| ----------------------- | ----------------------- | ----------------------- |
| Num                     | Ciclista                | Pos                     |
| 71                      | Mikkel Bjerg (DEN)      | 6.                      |
| 72                      | André Carvalho (POR)    | 43.                     |
| 73                      | Ian Garrison (USA)      | 18.                     |
| 74                      | Jakob Egholm (DEN)      | 86.                     |
| 75                      | Jonathan Brown (USA)    | 81.                     |
| 76                      | Maikel Zijlaard (NED)   | 88.                     |

| Bardiani CSF BRD | Bardiani CSF BRD        | Bardiani CSF BRD |
| ---------------- | ----------------------- | ---------------- |
| Num              | Ciclista                | Pos              |
| 81               | Alessandro Pessot (ITA) | 72.              |
| 82               | Marco Maronese (ITA)    | 93.              |
| 83               | Michael Bresciani (ITA) | 76.              |
| 84               | Mirco Maestri (ITA)     | 87.              |
| 85               | Paolo Simion (ITA)      | 80.              |
| 86               | Umberto Orsini (ITA)    | 66.              |

| Sport Vlaanderen-Baloise SVB | Sport Vlaanderen-Baloise SVB | Sport Vlaanderen-Baloise SVB |
| ---------------------------- | ---------------------------- | ---------------------------- |
| Num                          | Ciclista                     | Pos                          |
| 91                           | Milan Menten (BEL)           | NP-2                         |
| 92                           | Edward Planckaert (BEL)      | 75.                          |
| 93                           | Amaury Capiot (BEL)          | 17.                          |
| 94                           | Aaron Verwilst (BEL)         | 31.                          |
| 95                           | Thomas Sprengers (BEL)       | 22.                          |
| 96                           | Sasha Weemaes (BEL)          | 106.                         |

| Team Novo Nordisk TNN | Team Novo Nordisk TNN | Team Novo Nordisk TNN |
| --------------------- | --------------------- | --------------------- |
| Num                   | Ciclista              | Pos                   |
| 101                   | Charles Planet (FRA)  | 23.                   |
| 102                   | Andrea Peron (ITA)    | 53.                   |
| 103                   | Declan Irvine (AUS)   | 71.                   |
| 104                   | Joonas Henttala (FIN) | 102.                  |
| 105                   | Péter Kusztor (HUN)   | 55.                   |
| 106                   | Umberto Poli (ITA)    | 103.                  |

| Roompot-Charles ROC | Roompot-Charles ROC       | Roompot-Charles ROC |
| ------------------- | ------------------------- | ------------------- |
| Num                 | Ciclista                  | Pos                 |
| 111                 | Pieter Weening (NED)      | 29.                 |
| 112                 | Elmar Reinders (NED)      | 36.                 |
| 113                 | Sjoerd van Ginneken (NED) | 85.                 |
| 114                 | Huub Duyn (NED)           | 19.                 |
| 115                 | Arjen Livyns (BEL)        | 46.                 |
| 116                 | Justin Timmermans (NED)   | 78.                 |

| Israel Cycling Academy ICA | Israel Cycling Academy ICA | Israel Cycling Academy ICA |
| -------------------------- | -------------------------- | -------------------------- |
| Num                        | Ciclista                   | Pos                        |
| 121                        | Krists Neilands (LAT)      | 60.                        |
| 122                        | Conor Dunne (IRL)          | 62.                        |
| 123                        | Dennis van Winden (NED)    | 26.                        |
| 124                        | Itamar Einhorn (ISR)       | HD-2                       |
| 125                        | Matthias Brändle (AUT)     | DNF-5                      |
| 126                        | Roy Goldstein (ISR)        | 41.                        |

| Hurom BDC Development THU | Hurom BDC Development THU | Hurom BDC Development THU |
| ------------------------- | ------------------------- | ------------------------- |
| Num                       | Ciclista                  | Pos                       |
| 131                       | Adrian Kurek (POL)        | DNF-5                     |
| 132                       | Jakub Kaczmarek (POL)     | 100.                      |
| 133                       | Norbert Banaszek (POL)    | 98.                       |
| 134                       | Tobiasz Pawlak (POL)      | DNF-5                     |
| 135                       | Kamil Zieliński (POL)     | DNF-3                     |
| 136                       | Marcin Budziński (POL)    | 59.                       |

| Uno-X Norwegian Development UXT | Uno-X Norwegian Development UXT | Uno-X Norwegian Development UXT |
| ------------------------------- | ------------------------------- | ------------------------------- |
| Num                             | Ciclista                        | Pos                             |
| 141                             | Kristoffer Skjerping (NOR)      | 70.                             |
| 142                             | Jonas Abrahamsen (NOR)          | 39.                             |
| 143                             | Markus Hoelgaard (NOR)          | 15.                             |
| 144                             | Erik Nordsæter Resell (NOR)     | 44.                             |
| 145                             | Torstein Træen (NOR)            | 90.                             |
| 146                             | Anders Skaarseth (NOR)          | DNF-4                           |

| Joker Fuel of Norway JFN | Joker Fuel of Norway JFN | Joker Fuel of Norway JFN |
| ------------------------ | ------------------------ | ------------------------ |
| Num                      | Ciclista                 | Pos                      |
| 151                      | Bjørn Tore Hoem (NOR)    | 24.                      |
| 152                      | Andreas Vangstad (NOR)   | 89.                      |
| 153                      | Fridtjof Røinås (NOR)    | 95.                      |
| 154                      | Øivind Lukkedal (NOR)    | 27.                      |
| 155                      | Herman Dahl (NOR)        | 73.                      |
| 156                      | Ole Forfang (NOR)        | 58.                      |

| Waoo WAO | Waoo WAO                         | Waoo WAO |
| -------- | -------------------------------- | -------- |
| Num      | Ciclista                         | Pos      |
| 161      | Rasmus Guldhammer (DEN)          | 37.      |
| 162      | Michael Carbel Svendgaard (DEN)  | 56.      |
| 163      | Silas Zacharias Clemmensen       | 49.      |
| 164      | Andreas Hyldgaard Jeppesen (DEN) | DNF-4    |
| 165      | Martin Mortensen (DEN)           | 82.      |
| 166      | Jesper Schultz (DEN)             | 28.      |

| BHS-Almeborg Bornholm ABB | BHS-Almeborg Bornholm ABB | BHS-Almeborg Bornholm ABB |
| ------------------------- | ------------------------- | ------------------------- |
| Num                       | Ciclista                  | Pos                       |
| 171                       | Christoffer Lisson (DEN)  | 9.                        |
| 172                       | Emil Toudal (DEN)         | 94.                       |
| 173                       | Mads Rahbek (DEN)         | 30.                       |
| 174                       | Martin Toft Madsen (DEN)  | DNF-5                     |
| 175                       | Mathias Bregnhøj (DEN)    | 16.                       |
| 176                       | Nicklas Pedersen (DEN)    | 79.                       |

| ColoQuick TCQ | ColoQuick TCQ                | ColoQuick TCQ |
| ------------- | ---------------------------- | ------------- |
| Num           | Ciclista                     | Pos           |
| 181           | Niklas Larsen (DEN)          | 1.            |
| 182           | Aksel Bech Skot-Hansen (DEN) | 105.          |
| 183           | Frederik Rodenberg (DEN)     | 108.          |
| 184           | Jeppe Aaskov Pallesen (DEN)  | 61.           |
| 185           | Julius Johansen (DEN)        | 104.          |
| 186           | Steffen Christiansen (DEN)   | 99.           |

| Dinamarca DEN | Dinamarca DEN              | Dinamarca DEN |
| ------------- | -------------------------- | ------------- |
| Num           | Ciclista                   | Pos           |
| 191           | Mads Würtz                 | 33.           |
| 192           | Frederik Irgens Jensen     | 96.           |
| 193           | Frederik Muff              | 107.          |
| 194           | Louis Bendixen             | 51.           |
| 195           | Matias Malmberg            | DNF-4         |
| 196           | Mads Østergaard Kristensen | 92.           |

| Team Jumbo-Visma TJV | Team Jumbo-Visma TJV                  | Team Jumbo-Visma TJV |
| -------------------- | ------------------------------------- | -------------------- |
| Num                  | Ciclista                              | Pos                  |
| 1                    | Jonas Vingegaard (DEN)                | 2.                   |
| 2                    | Koen Bouwman (NED)                    | 8.                   |
| 3                    | Pascal Eenkhoorn (NED)                | 35.                  |
| 4                    | Amund Grøndahl Jansen (NOR) (estrada) | 25.                  |
| 5                    | Tom Leezer (NED)                      | 68.                  |
| 6                    | Antwan Tolhoek (NED)                  | 42.                  |

| Lotto-Soudal LTS | Lotto-Soudal LTS            | Lotto-Soudal LTS |
| ---------------- | --------------------------- | ---------------- |
| Num              | Ciclista                    | Pos              |
| 11               | Tiesj Benoot (BEL)          | 12.              |
| 12               | Brent Van Moer (BEL)        | 7.               |
| 13               | Gerben Thijssen (BEL)       | 74.              |
| 14               | Jasper De Buyst (BEL)       | 5.               |
| 15               | Jelle Vanendert (BEL)       | 57.              |
| 16               | Rasmus Byriel Iversen (DEN) | 67.              |

| Team Sunweb SUN | Team Sunweb SUN              | Team Sunweb SUN |
| --------------- | ---------------------------- | --------------- |
| Num             | Ciclista                     | Pos             |
| 21              | Asbjørn Kragh Andersen (DEN) | 34.             |
| 22              | Martin Salmon (GER)          | 47.             |
| 23              | Joris Nieuwenhuis (NED)      | 21.             |
| 24              | Florian Stork (GER)          | 20.             |
| 25              | Louis Vervaeke (BEL)         | 40.             |
| 26              | Marten Kooistra (NED)        | 52.             |

| Riwal Readynez RIW | Riwal Readynez RIW         | Riwal Readynez RIW |
| ------------------ | -------------------------- | ------------------ |
| Num                | Ciclista                   | Pos                |
| 31                 | Alexander Kamp (DEN)       | 32.                |
| 32                 | Emil Vinjebo (DEN)         | 45.                |
| 33                 | Jonas Aaen Jørgensen (DEN) | 69.                |
| 34                 | Nicolai Brøchner (DEN)     | 109.               |
| 35                 | Rasmus Quaade (DEN)        | 3.                 |
| 36                 | Torkil Veyhe               | 83.                |

| Corendon-Circus COC | Corendon-Circus COC         | Corendon-Circus COC |
| ------------------- | --------------------------- | ------------------- |
| Num                 | Ciclista                    | Pos                 |
| 41                  | Lasse Norman Hansen (DEN)   | 4.                  |
| 42                  | Tim Merlier (BEL) (estrada) | 54.                 |
| 43                  | David van der Poel (NED)    | 65.                 |
| 44                  | Jonas Rickaert (BEL)        | 91.                 |
| 45                  | Marcel Meisen (GER)         | 97.                 |
| 46                  | Philipp Walsleben (GER)     | 50.                 |

| Vital Concept-B&B Hotels VCB | Vital Concept-B&B Hotels VCB | Vital Concept-B&B Hotels VCB |
| ---------------------------- | ---------------------------- | ---------------------------- |
| Num                          | Ciclista                     | Pos                          |
| 51                           | Bryan Coquard (FRA)          | 63.                          |
| 52                           | Bert De Backer (BEL)         | 64.                          |
| 53                           | Corentin Ermenault (FRA)     | 101.                         |
| 54                           | Johan Le Bon (FRA)           | 11.                          |
| 55                           | Kévin Réza (FRA)             | 48.                          |
| 56                           | Kris Boeckmans (BEL)         | 77.                          |

| W52-FC Porto W52 | W52-FC Porto W52       | W52-FC Porto W52 |
| ---------------- | ---------------------- | ---------------- |
| Num              | Ciclista               | Pos              |
| 61               | António Carvalho (POR) | DNF-4            |
| 62               | Edgar Pinto (POR)      | 10.              |
| 63               | Gustavo Veloso (ESP)   | 13.              |
| 64               | João Rodrigues (POR)   | 38.              |
| 65               | Ricardo Mestre (POR)   | 84.              |
| 66               | Samuel Caldeira (POR)  | 14.              |

| Hagens Berman Axeon HBA | Hagens Berman Axeon HBA | Hagens Berman Axeon HBA |
| ----------------------- | ----------------------- | ----------------------- |
| Num                     | Ciclista                | Pos                     |
| 71                      | Mikkel Bjerg (DEN)      | 6.                      |
| 72                      | André Carvalho (POR)    | 43.                     |
| 73                      | Ian Garrison (USA)      | 18.                     |
| 74                      | Jakob Egholm (DEN)      | 86.                     |
| 75                      | Jonathan Brown (USA)    | 81.                     |
| 76                      | Maikel Zijlaard (NED)   | 88.                     |

| Bardiani CSF BRD | Bardiani CSF BRD        | Bardiani CSF BRD |
| ---------------- | ----------------------- | ---------------- |
| Num              | Ciclista                | Pos              |
| 81               | Alessandro Pessot (ITA) | 72.              |
| 82               | Marco Maronese (ITA)    | 93.              |
| 83               | Michael Bresciani (ITA) | 76.              |
| 84               | Mirco Maestri (ITA)     | 87.              |
| 85               | Paolo Simion (ITA)      | 80.              |
| 86               | Umberto Orsini (ITA)    | 66.              |

| Sport Vlaanderen-Baloise SVB | Sport Vlaanderen-Baloise SVB | Sport Vlaanderen-Baloise SVB |
| ---------------------------- | ---------------------------- | ---------------------------- |
| Num                          | Ciclista                     | Pos                          |
| 91                           | Milan Menten (BEL)           | NP-2                         |
| 92                           | Edward Planckaert (BEL)      | 75.                          |
| 93                           | Amaury Capiot (BEL)          | 17.                          |
| 94                           | Aaron Verwilst (BEL)         | 31.                          |
| 95                           | Thomas Sprengers (BEL)       | 22.                          |
| 96                           | Sasha Weemaes (BEL)          | 106.                         |

| Team Novo Nordisk TNN | Team Novo Nordisk TNN | Team Novo Nordisk TNN |
| --------------------- | --------------------- | --------------------- |
| Num                   | Ciclista              | Pos                   |
| 101                   | Charles Planet (FRA)  | 23.                   |
| 102                   | Andrea Peron (ITA)    | 53.                   |
| 103                   | Declan Irvine (AUS)   | 71.                   |
| 104                   | Joonas Henttala (FIN) | 102.                  |
| 105                   | Péter Kusztor (HUN)   | 55.                   |
| 106                   | Umberto Poli (ITA)    | 103.                  |

| Roompot-Charles ROC | Roompot-Charles ROC       | Roompot-Charles ROC |
| ------------------- | ------------------------- | ------------------- |
| Num                 | Ciclista                  | Pos                 |
| 111                 | Pieter Weening (NED)      | 29.                 |
| 112                 | Elmar Reinders (NED)      | 36.                 |
| 113                 | Sjoerd van Ginneken (NED) | 85.                 |
| 114                 | Huub Duyn (NED)           | 19.                 |
| 115                 | Arjen Livyns (BEL)        | 46.                 |
| 116                 | Justin Timmermans (NED)   | 78.                 |

| Israel Cycling Academy ICA | Israel Cycling Academy ICA | Israel Cycling Academy ICA |
| -------------------------- | -------------------------- | -------------------------- |
| Num                        | Ciclista                   | Pos                        |
| 121                        | Krists Neilands (LAT)      | 60.                        |
| 122                        | Conor Dunne (IRL)          | 62.                        |
| 123                        | Dennis van Winden (NED)    | 26.                        |
| 124                        | Itamar Einhorn (ISR)       | HD-2                       |
| 125                        | Matthias Brändle (AUT)     | DNF-5                      |
| 126                        | Roy Goldstein (ISR)        | 41.                        |

| Hurom BDC Development THU | Hurom BDC Development THU | Hurom BDC Development THU |
| ------------------------- | ------------------------- | ------------------------- |
| Num                       | Ciclista                  | Pos                       |
| 131                       | Adrian Kurek (POL)        | DNF-5                     |
| 132                       | Jakub Kaczmarek (POL)     | 100.                      |
| 133                       | Norbert Banaszek (POL)    | 98.                       |
| 134                       | Tobiasz Pawlak (POL)      | DNF-5                     |
| 135                       | Kamil Zieliński (POL)     | DNF-3                     |
| 136                       | Marcin Budziński (POL)    | 59.                       |

| Uno-X Norwegian Development UXT | Uno-X Norwegian Development UXT | Uno-X Norwegian Development UXT |
| ------------------------------- | ------------------------------- | ------------------------------- |
| Num                             | Ciclista                        | Pos                             |
| 141                             | Kristoffer Skjerping (NOR)      | 70.                             |
| 142                             | Jonas Abrahamsen (NOR)          | 39.                             |
| 143                             | Markus Hoelgaard (NOR)          | 15.                             |
| 144                             | Erik Nordsæter Resell (NOR)     | 44.                             |
| 145                             | Torstein Træen (NOR)            | 90.                             |
| 146                             | Anders Skaarseth (NOR)          | DNF-4                           |

| Joker Fuel of Norway JFN | Joker Fuel of Norway JFN | Joker Fuel of Norway JFN |
| ------------------------ | ------------------------ | ------------------------ |
| Num                      | Ciclista                 | Pos                      |
| 151                      | Bjørn Tore Hoem (NOR)    | 24.                      |
| 152                      | Andreas Vangstad (NOR)   | 89.                      |
| 153                      | Fridtjof Røinås (NOR)    | 95.                      |
| 154                      | Øivind Lukkedal (NOR)    | 27.                      |
| 155                      | Herman Dahl (NOR)        | 73.                      |
| 156                      | Ole Forfang (NOR)        | 58.                      |

| Waoo WAO | Waoo WAO                         | Waoo WAO |
| -------- | -------------------------------- | -------- |
| Num      | Ciclista                         | Pos      |
| 161      | Rasmus Guldhammer (DEN)          | 37.      |
| 162      | Michael Carbel Svendgaard (DEN)  | 56.      |
| 163      | Silas Zacharias Clemmensen       | 49.      |
| 164      | Andreas Hyldgaard Jeppesen (DEN) | DNF-4    |
| 165      | Martin Mortensen (DEN)           | 82.      |
| 166      | Jesper Schultz (DEN)             | 28.      |

| BHS-Almeborg Bornholm ABB | BHS-Almeborg Bornholm ABB | BHS-Almeborg Bornholm ABB |
| ------------------------- | ------------------------- | ------------------------- |
| Num                       | Ciclista                  | Pos                       |
| 171                       | Christoffer Lisson (DEN)  | 9.                        |
| 172                       | Emil Toudal (DEN)         | 94.                       |
| 173                       | Mads Rahbek (DEN)         | 30.                       |
| 174                       | Martin Toft Madsen (DEN)  | DNF-5                     |
| 175                       | Mathias Bregnhøj (DEN)    | 16.                       |
| 176                       | Nicklas Pedersen (DEN)    | 79.                       |

| ColoQuick TCQ | ColoQuick TCQ                | ColoQuick TCQ |
| ------------- | ---------------------------- | ------------- |
| Num           | Ciclista                     | Pos           |
| 181           | Niklas Larsen (DEN)          | 1.            |
| 182           | Aksel Bech Skot-Hansen (DEN) | 105.          |
| 183           | Frederik Rodenberg (DEN)     | 108.          |
| 184           | Jeppe Aaskov Pallesen (DEN)  | 61.           |
| 185           | Julius Johansen (DEN)        | 104.          |
| 186           | Steffen Christiansen (DEN)   | 99.           |

| Dinamarca DEN | Dinamarca DEN              | Dinamarca DEN |
| ------------- | -------------------------- | ------------- |
| Num           | Ciclista                   | Pos           |
| 191           | Mads Würtz                 | 33.           |
| 192           | Frederik Irgens Jensen     | 96.           |
| 193           | Frederik Muff              | 107.          |
| 194           | Louis Bendixen             | 51.           |
| 195           | Matias Malmberg            | DNF-4         |
| 196           | Mads Østergaard Kristensen | 92.           |

Convenções:
- AB-N: Abandono na etapa "N"
- FLT-N: Retiro por chegada fora do limite de tempo na etapa "N"
- NTS-N: Não tomou a saída para a etapa "N"
- DES-N: Desclassificado ou expulsado na etapa "N"